# Beautiful Mess
«Beautiful Mess» — пісня Крістіана Костова для конкурсу  Євробачення 2017 в Києві, Україна. Була виконана у другому півфіналі Євробачення, 11 травня, та пройшла до фіналу. У фіналі, 13 травня, була виконана під номером 25, за результатами голосування отримала від телеглядачів та професійного журі 615 балів, посівши 2 місце.

## Список композицій
| Digital download | Digital download | Digital download |
| #                | Назва            | Тривалість       |
| ---------------- | ---------------- | ---------------- |
| 1.               | «Beautiful Mess» | 3:00             |